# هارالد ساندبرغ (ربان)
هارالد ساندبرغ (بالسويدية: Harald Sandberg)‏ هو ربان ‏ سويدي، ولد في 22 أكتوبر 1883 في غوتنبرغ في السويد، وتوفي في 28 نوفمبر 1940.

## وصلات خارجية
- هارالد ساندبرغ على موقع اللجنة الأولمبية الدولية (الإنجليزية)
- هارالد ساندبرغ على موقع أوليمبيديا (الإنجليزية)
- هارالد ساندبرغ على موقع اللجنة الأولمبية السويدية (السويدية)